# Juan de Oria
Juan de Oria fue un teólogo español que vivió durante siglo XV y a principios del siglo XVI.

## Trayectoria
Fue maestro en teología en la Universidad de Salamanca en 1510.
Siendo catedrático de Biblia fue denunciado por los dominicos ante el Pontífice por las proposiciones poco seguras que enseñaba; el Pontífice las hizo examinar y las condenó (1522).
En las Historias de San Esteban se dice que por esto fue apartado de su cátedra y desterrado.